# ボルスタアンカー

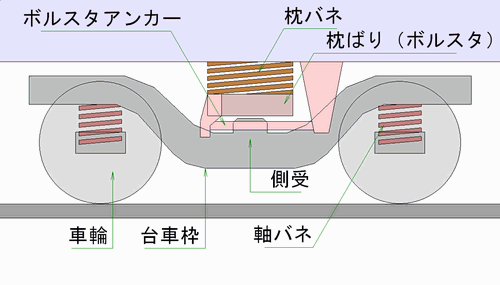
ダイレクトマウント台車におけるボルスタアンカー（薄紫で示した部材）。

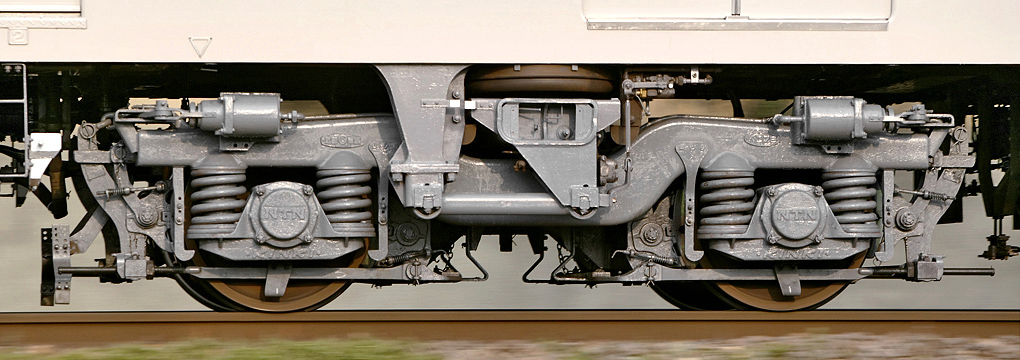
ボルスタアンカー付き台車の例。
近畿車両KD76形ダイレクトマウント台車。

ボルスタアンカー（英: bolster anchor）は、鉄道車両の台車を構成する部材のひとつである。枕梁（まくらばり、ボルスタ）を有する台車に用いられるもので、上下動を吸収する枕ばねに設けられ、台車の牽引力およびブレーキ力の伝達や、車体との間の旋回剛性付与といった機能を果たす。

## 基本的な機構

### 台車に求められる性能

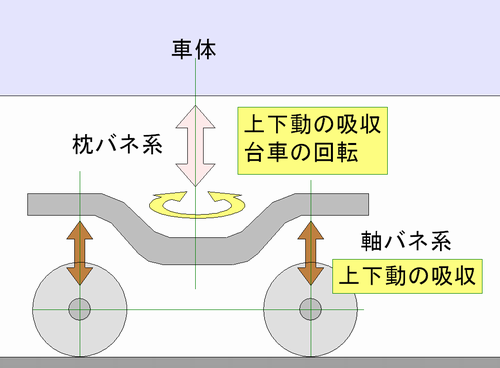
図1-1 台車に求められる相対動き。

鉄道車両の台車は輪軸を保持し車体の重量を支えるとともに、走行時に生じる振動・衝撃を吸収・緩和する働きを持つ。さらに鉄道車両が線路の曲線部にさしかかった場合には、台車そのものが回転し、円滑に走行できるものでなければならない。
このような機能を果たすため、台車には輪軸を支える軸ばね、車体を支える枕ばねの2種類のばねが設けられている。軸ばねを含む台車・輪軸の相対動きを許容する機構・装置を1次ばね系や軸箱支持装置などと呼び、枕ばねを含む車体・台車の相対動きを許容する機構・装置を2次ばね系や車体支持装置などと呼ぶ。大きな相対動きを考えると軸ばねは輪軸の上下動を吸収するのみであるが、枕ばねは上下動の吸収とともに台車の回転を許容する必要がある（図1-1）。

車体の重量を支えつつ回転させるという要求性能に対し、いくつかの機構が存在する。20世紀後期に開発されたボルスタレス台車では、枕ばねそのものを横方向に変形させることで台車の回転に対応しているが、それ以前は枕梁（まくらばり、ボルスタ）と呼ばれる部材を介して、回転を許容する機構が主流であった。

### 枕梁の機構
枕梁は車体と台車を連結する部品とも言われる。枕ばねの上部側か下部側もしくはその両方に設けられ、心皿（）および側受（）と呼ばれる部材と接しており、ある程度の摩擦を持ちながら台車の回転を許容する働きを持つ。すなわち枕梁を持つ台車は、求められる2つの機能を以下のように分離している構造となっている。
- 上下動の吸収 - 枕ばね
- 台車の回転 - 枕梁と心皿・側受

図1-2は枕梁を有する台車の回転を示したものである。この方式の台車は、ダイレクトマウント方式と呼ばれるもので、車体を支える枕ばねは枕梁の上に乗っており、枕ばね自体は回転しない。一方、枕梁は台車枠の横ばりと、中心ピン・心皿・側受でつながっている。側受や心皿は枕梁からの上下方向の力を受けるものであるが、平面的には摩擦板である側受によってある程度は滑る構造となっており、枕梁と台車枠は中心ピンを中心に回転することができる。このように枕梁を有する台車では、枕ばねを上下動の吸収のみに用い、台車の回転は枕梁を介して行う構造となっている。

この方式のほか、枕梁を有する台車には、枕梁を枕ばねの上に設置し車体との間で回転を許容するインダイレクトマウント方式や、側枠から吊りリンクで下揺れ枕と称する枕梁を吊り下げてその上に枕ばねを置き、さらにその上部に心皿と側受を支える上揺れ枕を備える揺れ枕式などがある。いずれも心皿・側受と枕梁の間で台車の回転を行い枕ばねそのものは回転しない構造であり従来の非空気ばねの揺れ枕式台車と交換が可能でJRで多用された。

### 牽引力を伝達するボルスタアンカー

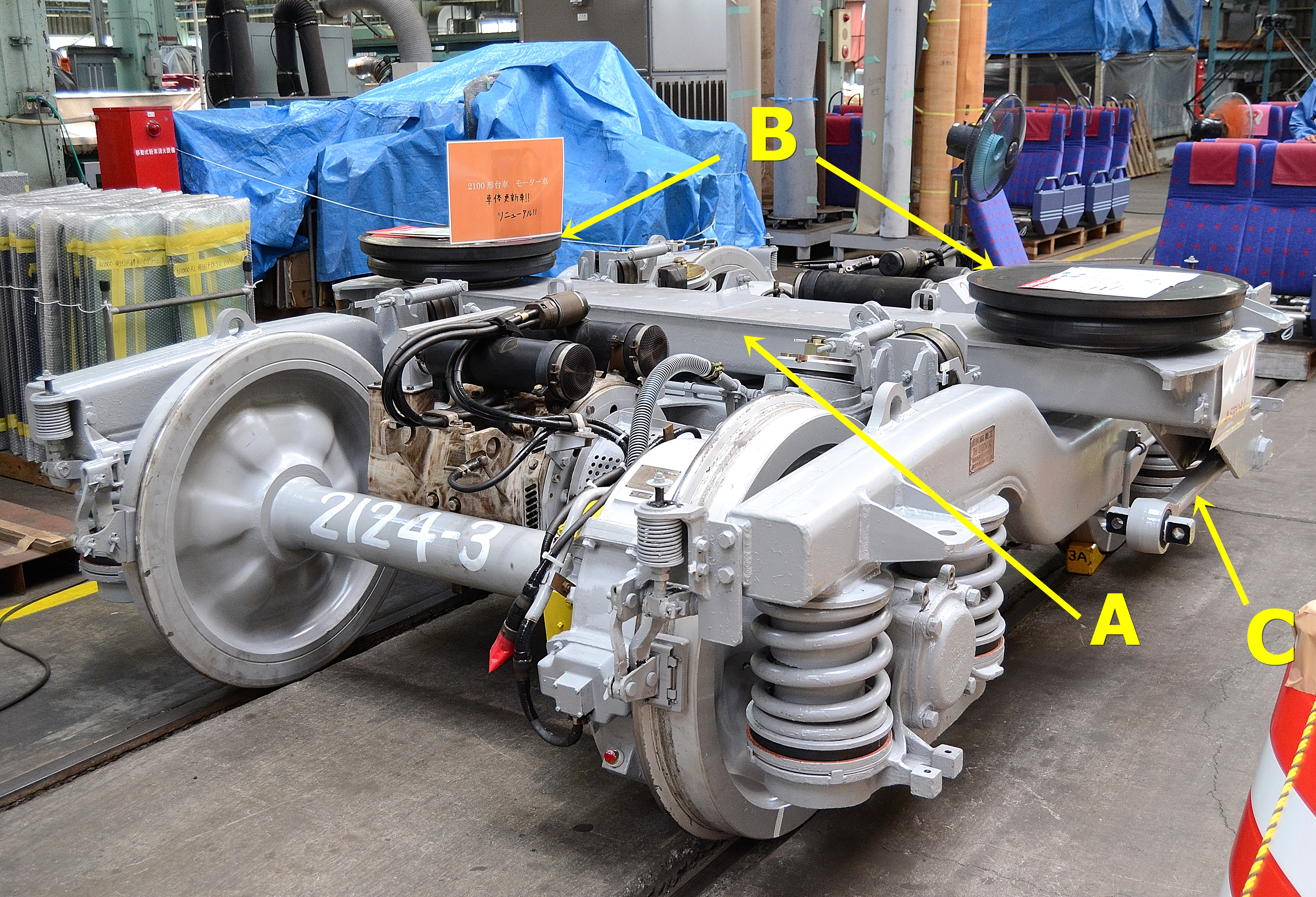
京急2100形電車のダイレクトマウント台車、Aがボルスタ（枕梁）、Bが枕ばね（ダイヤフラム式空気ばね）、Cがボルスタアンカー。

枕梁を有する台車では、枕ばねは上下動に対応し、回転など横方向の変形は許容しない構造である。また、台車は車両から外れないように前後方向の拘束を行い、台車からの牽引力を車体に伝達しなければならない。しかしながら、枕ばねは一般に横方向の剛性が低く、台車と車体の間に生じる前後方向の力を伝達するには至らない。
このとき必要となるのがボルスタアンカーである。ボルスタアンカーは、枕ばねの上部側・下部側を前後方向に拘束し、牽引力やブレーキ力を伝達するものである。一般に棒状の部材であり、前後方向の力を伝達するため台車の両側面に水平方向に配置される。枕ばねの両端を結ぶ構造であることから、その多くは上下方向にブラケット（受け具）を設けた上で、水平方向を結ぶ構造となっている。また、上下に伸縮する枕ばねの伸縮を妨げないよう、ボルスタアンカーの両端はゴムブッシュを介した結合方法

とし、上下方向の変形を許容している。一般にはモータによる加速力やブレーキによる減速力といった前後方向の力は台車→中心ピン→ボルスタ→ボルスタアンカ→車体という順番に伝えられる。
図1-3はダイレクトマウント方式における、ボルスタアンカーの働きを示したものである。この方式では、枕ばねは車体の直下に配置されるため、ボルスタアンカーは車体と枕梁を結ぶように配置される。側面図に示すように、車体からボルスタアンカ受けを下ろし、ボルスタアンカ受けと枕梁をボルスタアンカーにより連結することで、車体と枕梁の前後方向の力を伝達する構造である。前述のとおり、ボルスタアンカーの両端はゴムブッシュ構造となっており、ゴムの変形により上下方向の伸縮を逃がしている。ボルスタアンカーにより枕梁まで伝達された前後方向の力は、中心ピンにより台車枠へと伝達する。上下方向を含めた力の伝達経路を表1に示す。なおボルスタアンカーはなるべく低く車軸中心に近い位置に設置することで台車の前後軸の荷重変動を減らすことができる。
|                |                      |                     |
| 伝達箇所       | 車両重量（上下方向） | 牽引力（前後方向）  |
| 車体 - 枕梁(3) | 枕ばね(1)            | ボルスタアンカー(2) |
| 枕梁 - 台車枠  | 側受(4)・心皿        | 中心ピン(5)         |
| 台車枠 - 輪軸  | 軸ばね               | 軸箱支持装置        |

## ボルスタアンカーの特長

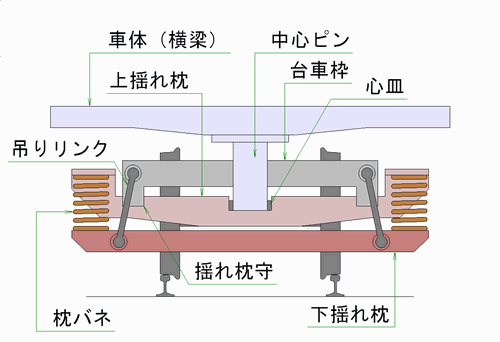
図2-1 揺れ枕式枕梁台車（1点支持）。揺れ枕もり方式。

図2-2 揺れ枕式台車の動き。

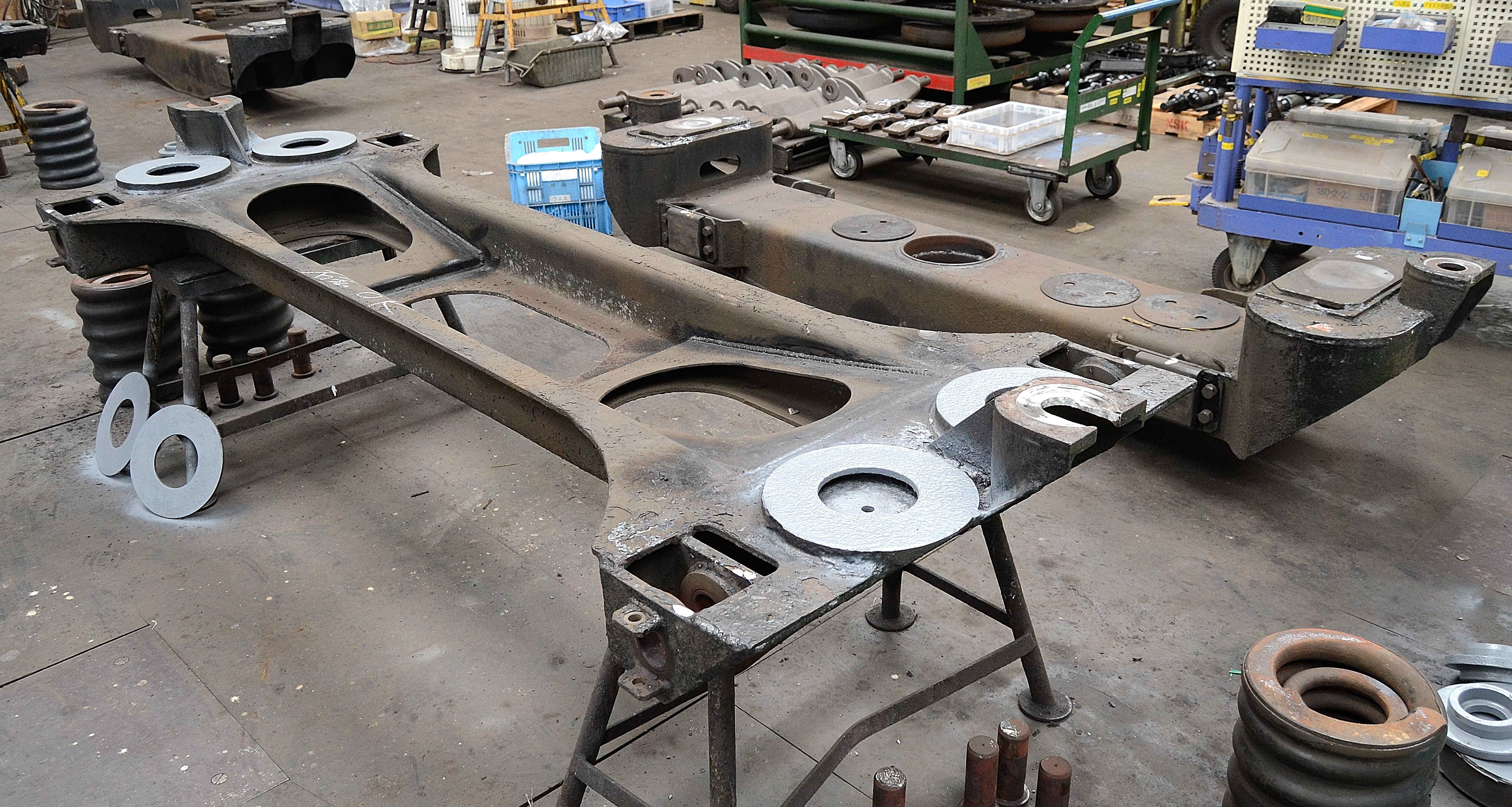
国鉄24系客車のカニ24の揺れ枕式（揺れ枕吊り式）台車に使用されている上揺れ枕（右側）と下揺れ枕（左側）

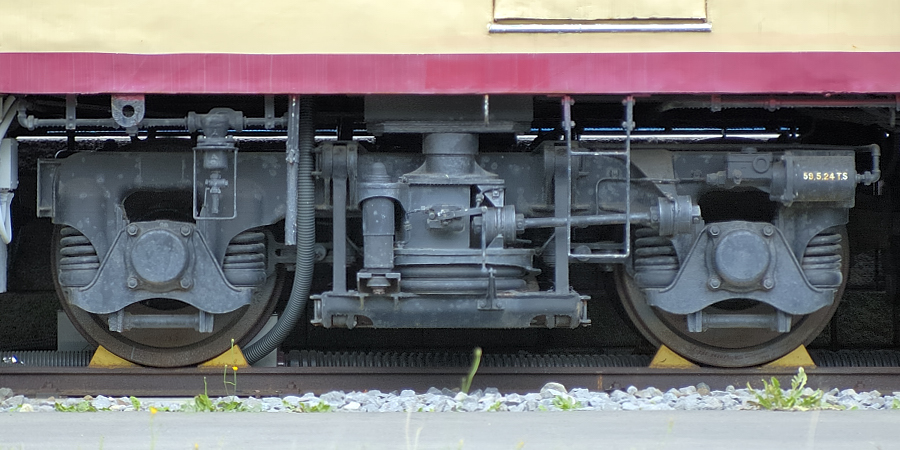
揺れ枕式空気ばね台車。
上揺れ枕両端にある側受で車体荷重の一部を支持するともに、空気ばねの上部に設けられた上揺れ枕と台車枠の間で結合されたボルスタアンカー（横の棒状のもの）で牽引力の伝達と前後方向を拘束する。
国鉄キハ80系気動車

### 揺れ枕もり方式とその欠点
前節では、ボルスタアンカーの基本的な役割とその機構について、枕梁台車において牽引力（前後方向の力）を伝達するものとして解説した。しかしながら、枕梁台車の牽引力伝達は、必ずしもボルスタアンカーによる必要はなく、より簡便な機構でも可能であった。ここでは、枕梁台車における牽引力伝達方式の変遷について述べるとともに、ボルスタアンカーの特長について解説する。
図2-1は、揺れ枕式（スイングハンガー式）と称する台車形式であり、枕梁台車では古くから広く用いられてきた形式である。この形式では、上揺れ枕、下揺れ枕と呼ばれる2本の枕梁を有し、枕ばねはこの2本の枕梁の間に設置される。また、下揺れ枕は台車枠から吊りリンクあるいは揺れリンクと呼ばれる部品によりハの字形に6 - 7度ほど傾斜して吊り下げられており、左右に揺れる構造となっている。この構造は、台車に作用する左右方向の衝動を緩和する働きと、曲線通過時に車体の中心と台車の中心が偏倚して重心が移動した際に、速やかに元の位置に引き戻す力（復元力）が働く仕組みとなっている。。
さて、図2-1で示した台車は、揺れ枕式の中でもさらに歴史の古い形式であり、上揺れ枕の中央上面に下心皿が設けられており、車体下部の台枠の枕梁中央下面に設けられた上心皿（中心ピン）と結合して、台車の回転中心となり、車体の重量を負担すると同時に台車からの牽引力を伝達する1点支持方式である。側受は原則として荷重を受けておらず、車体傾斜時のみに車体を預ける転倒防止装置であった。
また、牽引力の伝達についても揺れ枕もり（揺れ枕守）という方法によっている。揺れ枕式では、上揺れ枕と台車枠の間で牽引力の伝達が必要となるが、古い台車では上揺れ枕と台車枠の間にすり板を設けて、上揺れ枕・台車枠間の左右相対振動はすり板に沿って動くことを許容しつつ、前後方向についてはすり板の接触により牽引力の伝達を行う揺れ枕もり方式が主流であった。
揺れ枕もりは、すり板1枚で牽引力の伝達が行えることから、構造が簡単で安価な手法である。その一方で、台車の揺れにより絶えず摺動（しゅうどう）を起こしていることから摩耗し、走行に応じて台車枠と上揺れ枕の間に隙間を生じ、牽引力の伝達に「がたつき」を起こすことが欠点である。このため、揺れ枕もりでなく剛性の高いコイル式の枕バネやボルスタアンカを牽引力の伝達に用いて高速安定性を高めた台車も存在する。また台車枠と車軸間の牽引力は台車枠にウイング型の軸枠を設け、これと軸箱支持装置が摺動して伝達されるものが多いが、摺動部による摩擦のため古くなると「がたつき」の原因となる。
この形式は部材点数が多く、それぞれの部材の動作の自由度が高いことから、複雑な揺れを示す（図2-2）。この揺れによって、各摺動部は激しい摩耗を起こし、前後左右方向にがたつきを生じることで、さらに揺れが増すといった悪循環を引き起こしやすい。特に左右の揺動に対するダンピング（減衰）要素が乏しいことから高速域では揺れが激しく、リンクや揺れ枕守りの分だけ保守が煩雑になる欠点がある。揺れ枕式台車は基本的に油圧ダンパーが発達していなかった時代の設計だが、国鉄DT21形台車をはじめとした多くの派生台車がJRをはじめ未だ多く用いられている。

### 改善できる効果
このような問題は列車の高速化にともなって、より顕著となる。揺れ枕もりによる前後方向のがたつきは、上揺れ枕に対し前後方向の自由度を与え、台車蛇行動の原因となる。蛇行動は列車が直線を高速で走行する場合に発生する現象で、輪軸や台車・車体が鉛直軸周りの自励振動を起こすものであり、台車や車体を左右に激しく振動させる。これは乗り心地を損なうばかりでなく、脱線などの重大事故の原因となるもので、高速化の障害となる現象である。
蛇行動の原因は、走行速度、車輪踏面の形状、輪軸の支持方法、軸距、さらには車両の剛性・減衰性能・質量などが関連する複合問題である。この中でも台車の構造は蛇行動に与える影響が大きく、様々な研究・対策が行われてきた。蛇行動に対する対策のひとつは、適切な剛性の確保である。1点支持による車体支持機構と揺れ枕もりによる牽引力伝達は、揺れ枕の中央のみが拘束されていることから、必要以上に水平面での回転を起こしやすく、蛇行動に対する必要な剛性を欠く構造であった。
そこで、心皿・中心ピンといった上揺れ枕の中央部のみの固定ではなく、上揺れ枕両端を前後方向に支持することが必要とされ、上揺れ枕両端にある側受での荷重支持とボルスタアンカーといった手法が用いられるようになった。側受により積極的に上下方向荷重の一部を上揺れ枕梁の両端で受けることで、その摩擦力により前後方向の支持を行い、ボルスタアンカーは台車枠の側梁の外側において、台車枠と上揺れ枕の間で結合することで牽引力の伝達を行うのと同時に前後方向を拘束するほか、枕ばねを油圧ダンパーを組み合わせたコイルばねまたはベローズ形の空気ばねとし、吊リンクを外側に広げて踏ん張る力を大きくすることで、より安定性を増す構造としており、いずれも主たる目的は荷重の伝達であるが、副次的に蛇行動を抑える効果を有する。

## ボルスタアンカーのバリエーション

### 枕梁台車とボルスタアンカー
ここまで機構の解説に紹介した枕梁台車は「ダイレクトマウント方式」と呼ばれるもので、枕ばねを車体の直下に配置し、台車の回転を枕ばねと台車枠の間で行う方式である。この方式は歴史的に比較的新しいものであり、枕梁を用いた台車にはこのほかにも多数の形式がある。いずれの形式の場合でも、ボルスタアンカーは枕ばねの上下端を前後方向に拘束する構造であるが、形式の違いによりボルスタアンカーの取り付け位置に差異が見られる。
また、前節で述べたとおり、牽引力の伝達は揺れ枕もりによる場合もあり、ボルスタアンカーは枕梁台車に必ずしも設けられるものではない。台車の変遷から、揺れ枕式にはボルスタアンカーのないものが比較的多く見られるほか、インダイレクトマウント方式でも揺れ枕もりによる牽引力伝達を行う形式も存在する。

### 揺れ枕式
揺れ枕式では、2本の枕梁（揺れ枕）を有しているが、ボルスタアンカーは上揺れ枕と台車枠の間のみに取り付けられる。ボルスタアンカー付き揺れ枕式台車では、荷重は以下のように伝達する。
車体重量（上下方向荷重）
車体 - 心皿・側受 - 上揺れ枕 - 枕ばね - 下揺れ枕 - 吊りリンク - 台車枠 - 軸バネ - 軸箱支持装置 - 車軸
牽引力（前後方向荷重）
車体 - 中心ピン - 上揺れ枕 - ボルスタアンカー - 台車枠 - 軸箱支持装置 - 車軸

### インダイレクトマウント方式

図3-1 インダイレクトマウント方式台車

図3-1はインダイレクトマウント方式と呼ばれる枕梁台車の形式である。この形式では、車体と枕ばねの間に枕梁を設けて台車の回転を行っている。台車全体が回転するため、ボルスタアンカーは枕梁と台車枠の間に設けられており、この方式の台車では車体からの力は以下のように伝達される。
車体重量（上下方向荷重）
■車体 - ■側受・心皿 - ■枕梁 - ■枕ばね - ■台車枠 - ■軸ばね
牽引力（前後方向荷重）
■車体 - 中心ピン - ■枕梁 - ■ボルスタアンカー - ■台車枠 - 軸箱支持装置
以下にインダイレクトマウント方式台車のボルスタアンカー事例について示す。一般に空気ばねが用いられるが、コイルばねの横剛性を利用した東急車輌TS-301

などのようにコイルばね式の事例も見られる。ダイレクトマウント方式と同様、一般にボルスタアンカー受けが設けられるが、TR223G形のように台車枠の形状を利用し、ボルスタアンカーを直結している台車もある。この方式では車両と台車は力学的には心皿と側受のみで接するので、揺れ枕つり方式などの台車と容易に交換することができるため汎用性が高い。

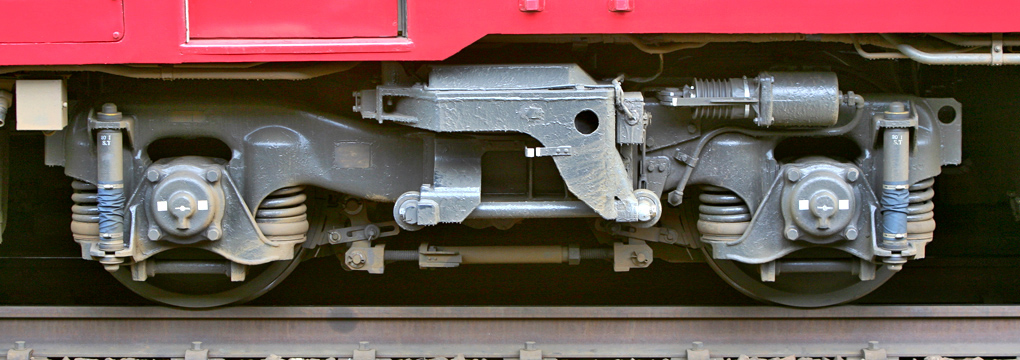
国鉄DT32形台車。
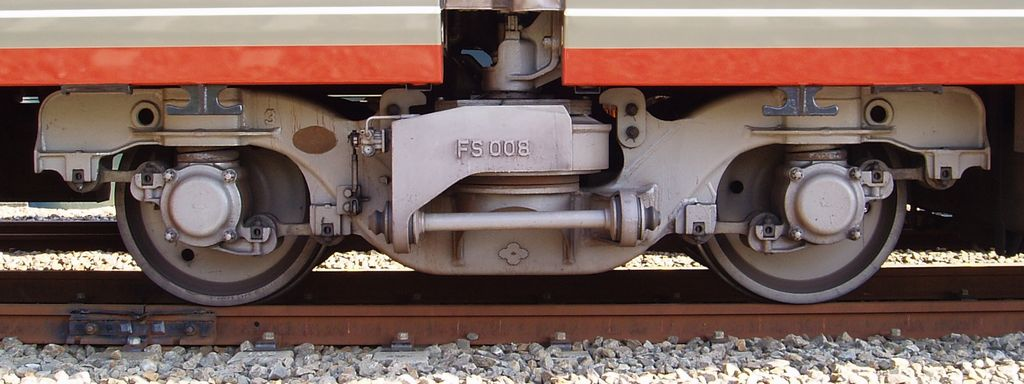
住友金属製FS008形台車。
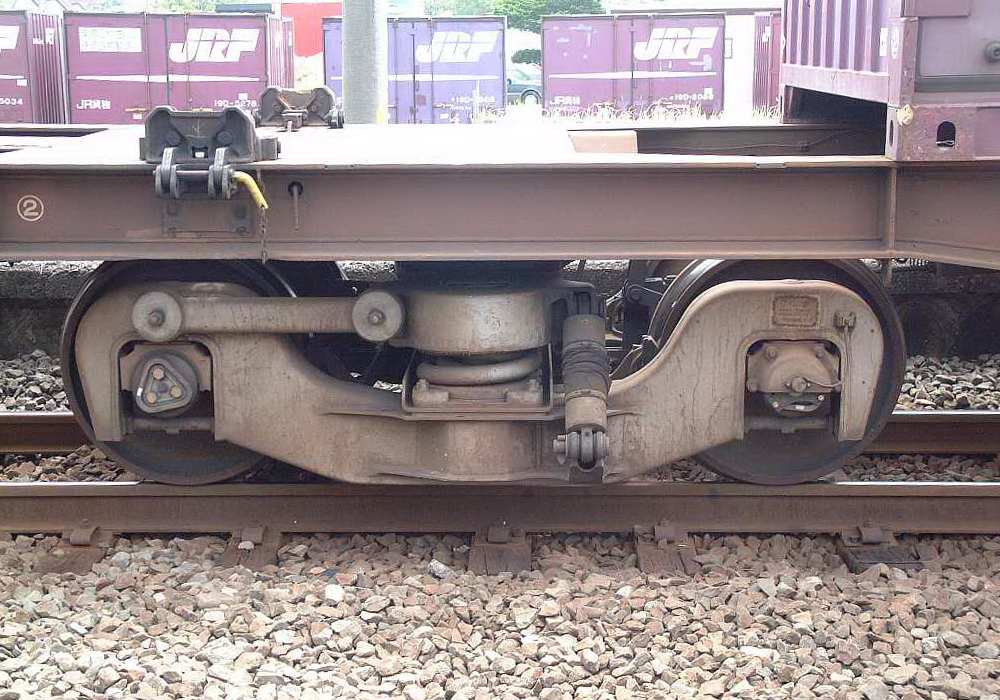
コイルばね式TR223G形台車。

### 仮想心皿方式

図3-2 直角クランクピンとボルスタアンカーによる台車の回転

枕梁機構を持つ台車では、中心ピンと心皿の作用により台車を回転させている。しかし、台車左右に配置されるボルスタアンカーを直角クランクピンで連結すると、回転中心となる箇所に心皿や中心ピンを設けることなく、台車を所定の位置で回転させることができる。このような心皿を用いない台車の回転機構を仮想心皿方式と呼ぶ。
図3-2に直角クランクピンとボルスタアンカーによる仮想心皿方式台車の回転機構を示す。ボルスタアンカー（牽引力伝達棒）の一端は車体に固定され、もう片方は台車枠に取り付けられたクランクピンと結ばれている。左右のクランクピンはロッドにより連結されており、相互のクランクピンの作用により、台車はあたかも心皿を中心に回転するような動きができる。
この形式の台車では、枕ばねの配置はダイレクトマウント方式に近い構造となるが、回転を許容する枕梁（ボルスタ）のない一種のボルスタレス構造であることから、枕ばねは台車の旋回による変形に耐える構造が求められる。また、ボルスタを有しないことから、牽引力伝達棒をボルスタアンカーとは呼ばず、単に引張棒または押棒と呼ぶ場合がある。
この形式における力の伝達を以下に示す。枕梁や心皿を持たないため、伝達機構は比較的単純である。
車体重量（上下方向荷重）
車体 - 枕ばね - 台車枠 - 軸ばね
牽引力（前後方向荷重）
車体 - ボルスタアンカー（引張装置） - 台車枠 - 軸箱支持装置
一般に仮想心皿方式が用いられるケースとして、以下の2点が挙げられる。
- 駆動機構の位置的な干渉により枕梁の配置に制限を受ける台車
- 軸重補償を必要とする台車

前者はおもに気動車で1台車2軸駆動を行う場合に採用される。気動車ではエンジンやトルクコンバータを車体に装備し、台車へは推進軸により駆動力を伝える。このとき、エンジン寄りの1軸のみを駆動する場合は問題とならないが、1台車の2軸両方を駆動する場合は、輪軸間にも推進軸あるいは平歯車による動力伝達装置が必要となり、それらが枕梁と干渉し台車の部材配置が困難となる場合がある。このような場合には、心皿や枕梁を持たない仮想心皿方式が有利となる。

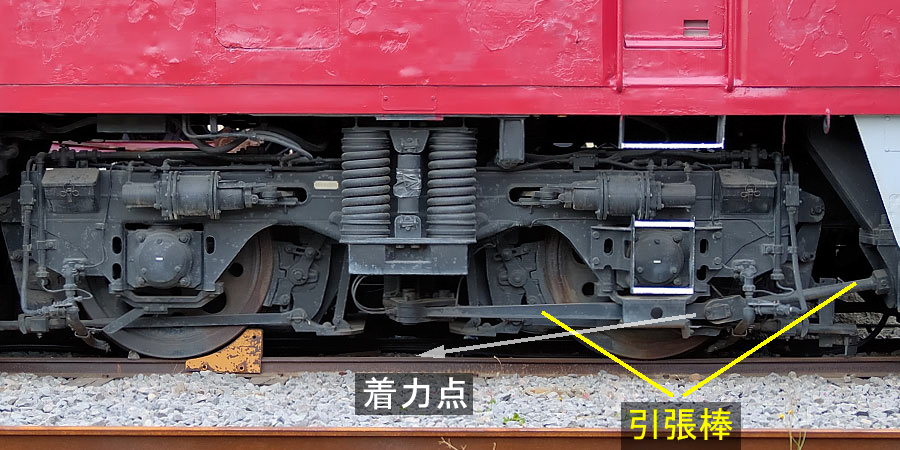
写真3-4 仮想心皿方式による台車

もうひとつは、特に列車の引き出し時等での軸重補償を必要とする車両用の台車である。これは、列車の引き出し時において、電動機が始動して車輪が回転を始めると、その反力により台車が進行方向に対して後方に傾こうとする回転モーメントが発生して、前方の車輪の軸重が小さくなり、後方の車輪の軸重が大きくなる。車輪とレールの粘着は軸重に比例するため、前方の車輪では空転と呼ばれる空周りが発生する恐れがあり、空転が発生すると牽引力がほぼ0となり、列車を引き出すことができなくなる。また、軸重は走行路線の勾配の影響により、他の輪軸に移動する性質もあり、適切な軸重は空転を防止するために必要である。大きな引張力を必要とする機関車では、軸重の移動による影響が大きく、その対策として、旧型電気機関車では、重量がある頑丈な大型の3軸台車とし、台車同士を連結棒で連結する方式を採用しており、EF60形以降の電気機関車では、1台車につき1つの電動機を搭載して、片側の車軸で発生した反力をもう片側の車軸で相殺する1台車1モーター方式をEF30形とEF80形に採用している。牽引力の反力による台車の回転モーメントは、牽引力の伝達点がレール面に近ければ小さくなり、レール面では0となるため、仮想心皿方式では、車体下部の台枠と台車枠を繋ぐボルスタアンカーや引張棒をレール面に極力近い位置に配置して、牽引力の伝達点の高さをレール面に近づけることで軸重の移動を防止することができるとともに、さらなる牽引力の向上を図っている。

写真3-4に仮想心皿方式による機関車の台車事例を示す。これはジャックマン方式と呼ばれるもので、ボルスタアンカーに相当する引張棒が、車体下部の台枠（写真右側）と枕ばね直下の間を軸箱の下を通って低い位置で結んでいる。枕ばねの直下にはクランクピンが設けられており台車を回転させる機構を有するとともに、台車における牽引力の伝達点を下げることで、台車の回転モーメントと軸重の移動を抑制している。

### トラニオン

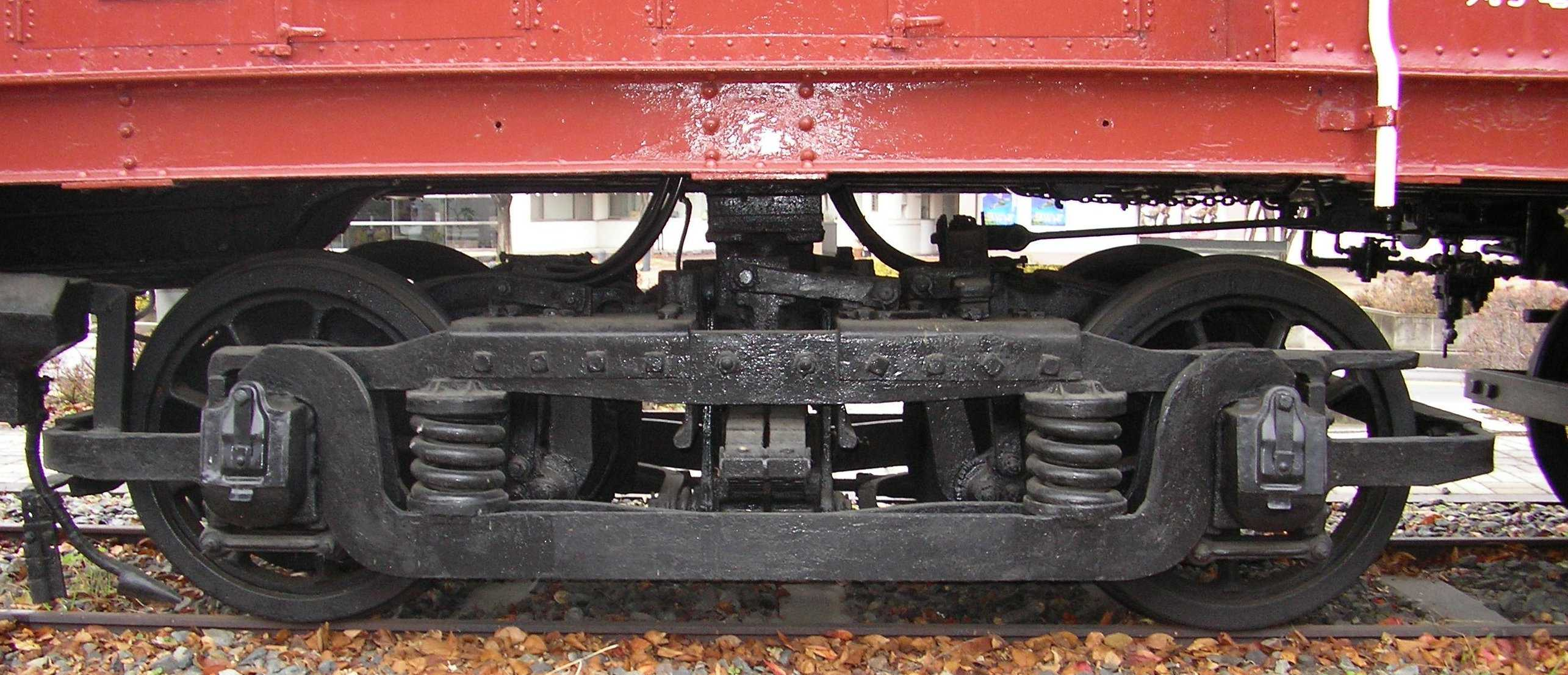
上田丸子電鉄ED25 1のブリル27MCB-2台車。ブリル社純正品の証である、トラニオン（関節の付いた小さな斜めの部品）が台車枠中央の揺れ枕上部とガゼットステーを結ぶ形で残されている。

トラニオンは、アメリカのJ.G.ブリル社が1900年代初頭に開発し、Brill 27MCB・76E・77Eなど同時期に開発された同社製ボギー台車に装着された、揺れ枕の揺動を抑止するための機構としてのボルスタアンカーの始祖である。
これは台車側枠とトランサム（横梁）を結合するためのガゼットステーと枕梁の間を、トラニオン・タイロッドと呼ばれるリンク機構で連結し、リンクの各関節部に組み込まれた可動ピンの摩擦力によって枕梁の過剰な揺動を抑制するものである。
この機構は、単純ながら台車の乗り心地改善に大きな効果を発揮するものであった。しかし開発元であるJ.G.ブリル社はこの機構を含む台車設計に関する各種独自開発機構を全て特許申請したため、世界各国で製造された同社製台車の模倣品ではこの機構を採用できず、特許保護期間中は広く普及することはなかった。
なお、日本では日本製鋼所がJ.G.ブリル社と提携関係にあったため、同社で製造された正規ライセンス生産品のブリル台車（新京阪鉄道P-6形電車用Brill 27MCB-4Xなど）にはこのトラニオンが取り付けられていた。

## ヨーダンパとボルスタアンカー
枕梁を持たないボルスタレス台車や、一部のボルスタアンカー付き台車には、ヨーダンパと呼ばれる部材が設けられることがある。ヨーダンパはダンパを介して車両と台車を接続しているもので、ボルスタアンカーに似た形態を有している。しかしながら、その役割は主に高速走行時に発生する蛇行動と呼ばれる台車の異常振動（ヨーイング）を抑制する（減衰させる）ものであり、牽引力の伝達を目的としたボルスタアンカーとは機能、構造ともに異なるものである。
ボルスタアンカーは牽引力やブレーキ力の伝達がその主たる機能であるが、蛇行動を抑制する機能があるため、新幹線100系電車等では意図的に支持部の剛性が高めに調整されている>。
右図は曲線通過時におけるボルスタアンカーとヨーダンパの動きを比較したものである。ボルスタアンカーは牽引力を台車から車体に伝えるため、曲線通過時でもアンカーは伸縮せず、枕梁の前後方向を拘束している。台車の回転は枕梁と側受が滑ることで許容するが、枕梁から台車枠へは中心ピンにより牽引力が伝わる構造である。
これに対しヨーダンパは、台車の回転にともなってダンパ部分が伸縮して回転を妨げない構造となっており、牽引力の伝達を行うものではない。ただし、ヨーダンパは図に示すような曲線通過時の緩やかな台車回転には抵抗しないが、蛇行動のような比較的動きの速い台車の回転振動に対しては、ダンパが減衰作用を発揮し蛇行動を抑制する構造となっている。